# Walking tour

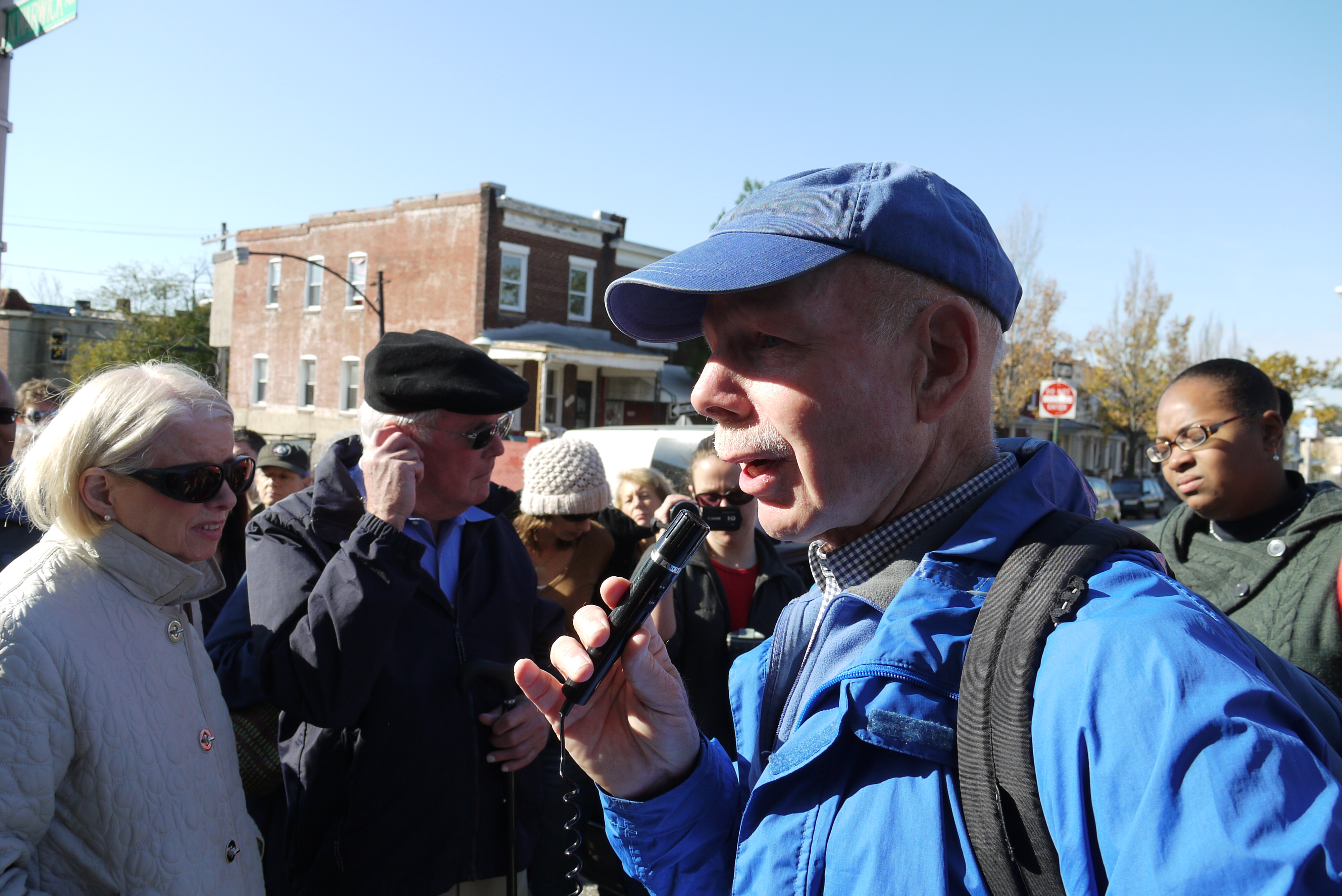
Walking Tour realizado na cidade de Baltimore, nos Estados Unidos.

A expressão inglesa walking tour faz referências aos passeios guiados, usualmente de cunho turístico e realizados a pé, que ocorrem de maneira sistemática em diversas cidades do mundo. Dentre os passeios temáticos, há aqueles em locais obscuros e permeados de histórias de fantasmas, passeios esses realizados frequentemente durante a noite e que recebem o nome de ghost tours ou ghost walks.

## No Brasil
Há registros de walking tours em diversas capitais do país, especialmente na região sudeste. Na cidade de São Paulo, por exemplo, pode-se citar a "SP Walking Tour" e a Caminhada Noturna, que possui ainda um contexto de revitalização do centro da cidade São Paulo e que é realizada há mais de uma década, sempre às quintas-feiras nas escadarias do Teatro Municipal, às 20 horas.